# Forest costanera en mosaic de Cap KwaZulu
La Forest costanera en mosaic de Cap KwaZulu és una ecoregió pertanyent al bosc subtropical de frondoses humides de Sud-àfrica. Cobreix una àrea de 17.800 quilòmetres quadrats en les províncies Cap Oriental i KwaZulu-Natal.

## Límits
La forest en mosaic de bosc costaner ocupa la faixa costanera humida entre l'Oceà Índic i el peu de les muntanyes Drakensberg. La forest en mosaic és part d'una franja de boscos costaners humits que s'estenen al llarg de la costa africana banyada per l'Oceà Índic des del sud de Somàlia fins Sud-àfrica. El límit nord de l'ecoregió és a Cap Santa Lucia en KwaZulu Natal, on hi ha la transició al boscos al Mosaic de bosc costaner de Maputalàndia. El límit del sud és a Cap St. Francis, a l'est de Port Elizabeth en la Província de Cap Oriental, on les forests de KwaZulu-El Cap fan transició a les Forests montanes de Knysna-Amatole.

## Clima

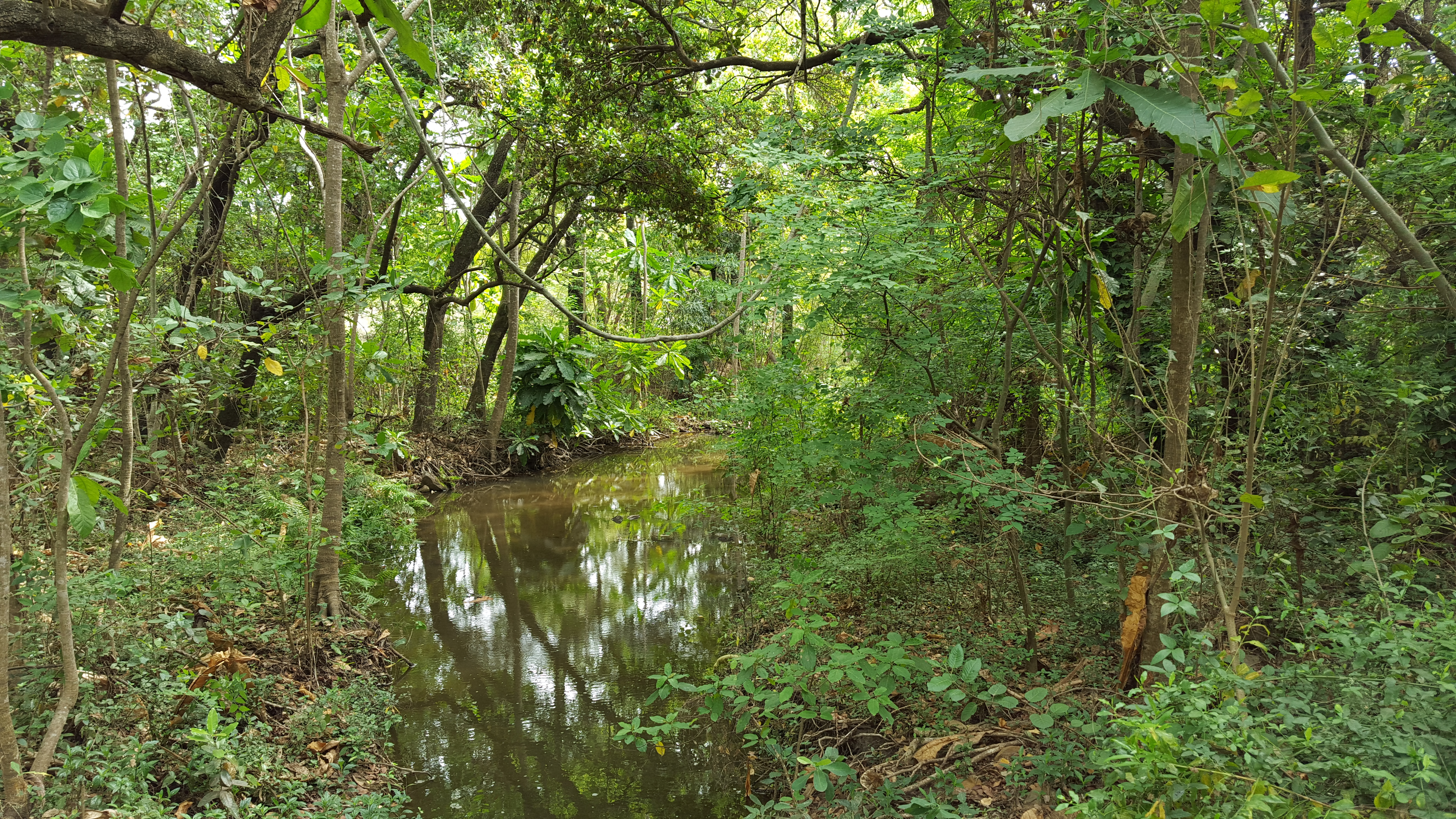
Forest en Umkomaas, al sud de Durban

L'ecoregió té un clima subtropical humit estacional. Les precipitacions oscil·len entre 1500 mm i 900 mm per any. La part septentrional rep generalment més precipitacions, normalment durant els mesos d'estiu, mentre que la part sud rep la major part de les seves precipitacions en els mesos d'hivern, que és típica de la regió del clima mediterrani a l'oest. Les precipitacions disminueixen amb la continentalitat, quan ens allunyem de la costa, i el mosaic del bosc costaner cedeix a la muntanya de Matollar i arbusts de Maputaland-Pondoland més seca als contraforts de Drakensberg, per sobre de 300 fins als 450 metres d'elevació.
El clima costaner de l'ecoregió és determinat en part per la circulació a prop de la costa sud-africana, dels Corrents de Moçambic i d'Agulhas.

## Flora
L'ecoregió comprèn un mosaic de diferents comunitats vegetals, incloent boscos en cinturons costaners, bosc sobre sorra, bosc sobre dunes, boscos baixos i secs coneguts com a boscs d'Alexandria, pastures, boscos de palmera i matolls espinosos. Els boscos solen estar formats per arbres de fulla perenne, intercalats amb arbres semicaducifolis i caducifolis de temporada seca.